# 吉尔马·沃尔德-乔治斯
吉尔马·沃尔德-乔治斯（1924年12月28日—2018年12月15日），生于埃塞俄比亚亚的斯亚贝巴，軍事強人，埃塞俄比亚航空管理专家、政治家。他在1974年的該國內戰中即嶄露頭角，2001至2013年期间担任埃塞俄比亚总统。